# Alexander Szelig
Alexander Szelig (* 6. Februar 1966 in Werdau) ist ein ehemaliger deutscher Bobfahrer. Sein Heimatverein war der SSV Altenberg.
Er startete 1988 für die Mannschaft der Deutschen Demokratischen Republik (DDR) sowie 1992, 1994 und 1998 für die deutsche Mannschaft insgesamt viermal bei Olympischen Winterspielen, und wurde bei den Spielen 1994 in Lillehammer zusammen mit Harald Czudaj, Karsten Brannasch und Olaf Hampel Olympiasieger im Viererbob. Für diesen Erfolg wurden er, Czudaj, Brannasch und Hampel vom Bundespräsidenten mit dem Silbernen Lorbeerblatt ausgezeichnet.
Ebenfalls mit Harald Czudaj als Steuermann errang er bei den Weltmeisterschaften 1990 in St. Moritz für die DDR startend eine Silbermedaille sowie 1991 in Altenberg und 1995 in Winterberg für die deutsche Mannschaft jeweils eine Bronzemedaille im Viererbob. Darüber hinaus wurde er im Viererbob von Harald Czudaj 1992 in Königssee, 1998 in Igls und 2001 in Königssee Europameister sowie Dritter bei den Europameisterschaften 1995 in Altenberg. Bei den Europameisterschaften 2002 in Cortina d’Ampezzo gewann er mit Matthias Benesch als Steuermann eine weitere Bronzemedaille im Viererbob.